# Okręgowe rozgrywki w piłce nożnej woj. warmińsko-mazurskiego (2009/2010)

## Ekstraklasa - III liga
Drużyny z województwa warmińsko-mazurskiego występujące w ligach centralnych i makroregionalnych:
- Ekstraklasa – brak
- I liga – brak
- II liga – Jeziorak Iława, Olimpia Elbląg, OKS 1945 Olsztyn
- III liga – Huragan Morąg, Concordia Elbląg, Mrągovia Mrągowo, Start Działdowo, Vęgoria Węgorzewo, Czarni Olecko, Mazur Ełk, Motor Lubawa

## Baraże o II ligę
Hutnik Kraków – Jeziorak Iława 1:1/0:1 

## IV liga
| Poz. | Klub                | M  | Pkt. | Bramki |
| ---- | ------------------- | -- | ---- | ------ |
| 1    | Zatoka Braniewo     | 30 | 62   | 80-38  |
| 2    | MKS Korsze          | 30 | 58   | 66-41  |
| 3    | Płomień Ełk         | 30 | 55   | 69-40  |
| 4    | Olimpia 2004 Elbląg | 30 | 54   | 51-38  |
| 5    | Granica Kętrzyn     | 30 | 50   | 50-38  |
| 6    | GKS Wikielec        | 30 | 47   | 4035   |
| 7    | Błękitni Pasym      | 30 | 46   | 45-39  |
| 8    | Sokół Ostróda       | 30 | 46   | 46-41  |
| 9    | Rominta Gołdap      | 30 | 45   | 55-41  |
| 10   | Start Nidzica       | 30 | 44   | 51-37  |
| 11   | Błękitni Orneta     | 30 | 30   | 58-77  |
| 12   | Pisa Barczewo       | 30 | 30   | 3149   |
| 13   | Polonia Pasłęk      | 30 | 27   | 45-86  |
| 14   | Zamek Kurzętnik     | 30 | 26   | 3154   |
| 15   | Tęcza Biskupiec     | 30 | 25   | 41-73  |
| 16   | MKS Szczytno        | 30 | 23   | 33-63  |

## Klasa okręgowa

### grupa I
- awans: OKS II Olsztyn
- spadek: Polonia Lidzbark Warmiński, Fortuna Wygryny

### grupa II
- awans: Olimpia Olsztynek
- spadek: Iskra Narzym

## Baraże o klasę okręgową
- Unia Susz – Polonia Lidzbark Warmiński 1:3/4:1

## Klasa A
- grupa I:
  - awans: Wilczek Wilkowo
  - spadek: brak
- grupa II:
  - awans: Syrena  Młynary
  - spadek: Piast Wilczęta
- grupa III:
  - awans: GLKS Jonkowo
  - spadek: brak
- grupa IV:
  - awans: Polonia Iłowo
  - spadek: GKS LZS Szymbark

## Klasa B
- grupa I - awans: Orzeł Stare Juchy
- grupa II - awans: Żuraw Godkowo
- grupa III -awans: KS Tyrowo
- grupa IV - awans: Niedźwiedź Ramsowo

## Wycofania z rozgrywek
Korona Klewki, Sambia Świątki/Skolity, Rominta II Gołdap, Cresovia II Górowo Iławeckie, Olimpia II Olsztynek, Torpeda Rożental, Viktoria Straduny

## Nowe zespoły
Cresovia II Górowo Iławeckie, Olimpia II Olsztynek, Żuraw Godkowo, Torpeda Rożental, Olimpia II Elbląg, Pama Powodowo, Zagłada Lisów, Dąb Kadyny, Pogrom Aniołowo, Zalew Gmina Elbląg, Ikader Redaki